# Niurka Montalvo
Niurka Montalvo Amaro (Havana, 4 de junho de 1968) é uma ex-atleta espanhola nascida em Cuba, campeã mundial do salto em distância. 
Saltadora de distância e triplista, competiu internacionalmente pelos dois países; primeiro por Cuba, onde nasceu, ganhando medalhas de ouro nos Jogos Centro-Americanos e do Caribe no começo da década de 1990. Em 1995 conquistou ouro e prata nos dois saltos nos Jogos Pan-americanos de Mar del Plata, na Argentina, e logo depois uma medalha de prata no salto em distância no Campeonato Mundial de Atletismo de 1995 em Gotemburgo, na Suécia.
Em 1999 ela adquiriu cidadania espanhola pelo casamento e passou a competir pela Espanha, o que trouxe grande controvérsia, especialmente por ela ter vencido o salto em distância no Campeonato Mundial de Atletismo de 1999, em Sevilha, representando o país. A Federação Cubana de Atletismo bloqueou sua participação nos Jogos de Sydney 2000 e ela foi incluída numa lista de possíveis alvos de assassinato pelo ETA. Montalvo continuou competindo pelo novo país apesar disto e conquistou uma medalha de bronze no Campeonato Mundial de Atletismo de 2001, em Edmonton, Canadá.